# Нуберу
Нуберу, или Нубейро (англ. Nuberu, Nubeiro) — персонаж астурийской, кантабрийской и галисийской мифологии. Он известен по двум именам, в зависимости от мифологии. Согласно астурийской мифологии, Нуберу — буквально «Облачный Мастер» (также известный восточным астурийцам, как Ринувейру или Ксуан Кабриту) — божество облаков и штормов.
Иногда представляется человеком с густой бородой, носящего козлиную кожу и большую шляпу. Он может быть ужасно жесток по отношению к людям, нанося ущерб полям и пастбищам, но может быть также очень добр к тем, кто помогал ему. Миф гласит, что он живёт в городе Орито, в Египте. Фольклористы считают, что Нуберу — след бога древнего бога Тараниса в астурийской мифологии, который также правил в небесах и был объектом поклонения астурийцев до Средневековья. Также сравнивается с Одином и Зевсом по схожим причинам.

## Астурийская традиция
Много времени назад Нуберу прибыл к астурийцам верхом на облаке, но его постигла неудача и он упал с него на землю. После он попросил убежища, но никто не хотел ему помочь, пока одной ночью крестьянин не сжалился над ним. В благодарность за помощь Нуберу вызвал дождь над его полями и дал ему хороший урожай. История говорит, что много лет спустя крестьянин отправился в путешествие в Египет, и когда он прибыл туда, то услышал, что его жена собралась выйти замуж за другого человека, считая после многих лет отсутствия, что её муж умер. Крестьянин попросил Нуберу о помощи, и вместе они отправились в Астурию верхом на облаках и успели вовремя, чтобы остановить свадьбу. В астурийских деревнях есть обычай звонить в колокола, чтобы изгнать Нуберу.
Нуберу контролирует погоду силой воли и забавляет себя, пуская шторма и бури, ударяя животных молнией, и портит урожай градом. Он не задумываясь воспользуется молнией в качестве оружия, если его побеспокоят или атакуют. Среди жителей Кантабрии и Астурии его боятся из-за урона деревням. Ночи, в которые льёт ливень или идёт шторм, приписываются к его заслугам. По этой причине в ночные часы местные зажигают свечи и звонят в колокола, чтобы отпугнуть его. Рыбаки страшатся Нуберу из-за сильных северо-западных ветров в Кантабрийском море, вынуждающих их в спешке возвращаться в порт, где их ждут родные и близкие.

## Изображения Нуберу
- В облаках
- В большой шляпе
- В горах Архивная копия от 22 июля 2012 на Wayback Machine